# Wostok (Tjumen)
Wostok (russisch Восток) ist eine Siedlung (posjolok) in der Oblast Tjumen, Russland.

## Geographische Lage
Wostok liegt ca. 300 km westlich von Omsk, unweit der kasachischen Grenze. Es liegt 50 km südöstlich des Bezirkszentrums des Dorfes Abatskoye, 9 km vom Dorf Leninka und 1 km vom Dorf Lesnoy entfernt. Die Länge des Dorfes von Nord nach Süd beträgt etwa 1 km, von West nach Ost etwa 900 m. In der Nähe verläuft die Europastraße 30.

## Persönlichkeiten
- Natalie Pawlik (* 1992), deutsche Politikerin (SPD) und Beauftragte für Aussiedlerfragen und nationale Minderheiten in Deutschland